# Eha Amufu
Eha Amufu – miasto w Nigerii, w stanie Enugu.